# マズラン・オスマン
マズラン・ビンティ・オスマン（Mazlan Binti Othman、1951年12月11日 - ）は、マレーシアの天体物理学者。2010年から2014年までウィーンに所在する国際連合宇宙局のディレクターを務めた。ニュージーランドのオタゴ大学出身。

## 生い立ちと学歴
マレーシア国、ヌグリセンビラン州セレンバン市に生まれたマズランは、Kolej Tunku Kurshiah, （市内の由緒ある全寮制高等学校）を卒業。 数学に適性があったことから理科系を専攻した彼女について、家族は内科医を目指すことを勧めたが、本人は物理学を極めることを希望し、コロンボ・プランが提供する奨学金制度を利用してニュージーランドのダニーデン市にあるオタゴ大学 に留学し、1975年に学士号を取得した。 帰国後、マレーシア国民大学（英語： National University of Malaysia 、UKM） の講師を務めていたが、オタゴ大学との奨学金の延長交渉に成功してダニーデンに戻り、1981年に同大学で物理学の博士号を取得している。尚、1869年創立のオタゴ大学において女性が物理博士号取得したのはマズラン博士が始めてであった。

## 経歴
博士号取得後に帰国したマズラン・オスマン女史はマレーシアで最初の天文物理学者となり、同国の国立大学に天文物理学のカリキュラムを創設、天文学と宇宙に関わる課題への一般の理解と関心を高める仕事を始めた。国外では、日本の木曽観測所（長野県木曽町）での研究も行った。
1990年、当時のマハティール首相から首相府のプラネタリウム部門の責任者を拝命。クアラルンプールにあるマレーシア国立プラネタリウム（プラネタリウム・ネガラ）の開発を指揮した。プラネタリウムが1993年に開館した後、政府の新しい宇宙科学研究部門の長官に任命され、マイクロサテライトの開発プログラムを開始。翌年には教授職を得た。
1999年11月、コフィ・アナン国連事務総長により、ウィーンの国連宇宙局（UNOOSA、 United Nations Office for Outer Space Affairs）の局長に任命された。その後、2002年7月にマハティール首相の要請でマレーシアに戻り、マレーシア国家宇宙機関（Angkasa）の初代長官として5年間務めた。彼女の取り組みの結果、マレーシア初の宇宙飛行士シェイク・ムザファ・シュコア(Sheikh Muszaphar Shukor)の打ち上げが実現したとされている。
2007年、潘基文（バン・キムン）事務総長によって再びUNOOSAの局長に任命され、同年12月にAngkasaを離れてUNOOSAに復帰した。 国際協力、宇宙衝突とスペースデブリの防止、持続可能な開発のための宇宙ベースのリモートセンシング利用、各国間の宇宙法の調整、地球近傍小惑星によるリスクなどの問題に取り組んだ。

## 表彰
1997年に当時の第10代マレーシア国王より Datuk の称号が与えられた。
1997年にオタゴ大学より名誉科学博士号を授与された。
2009年、英国物理学会（IOP)より、「マレーシアでの天文学教育への貢献と宇宙科学分野での国家的・国際的貢献」に対し会長名の記念メダルが授与されている。
2013年にはオーストリアの宇宙フォーラムより宇宙に関する特段の貢献を表彰する「ポラスター賞（Polastern-Rreis)」が授与された。

## 私生活
オスマン博士は２児の母であり、子息は航空宇宙分野の技術者、令嬢は1995年生まれで、孫が２人居る。
博士は2013年に国連を退役し、令嬢とクアラルンプールで暮らしている。